# Bruno Simonucci
Bruno Simonucci (Umbertide, 13 marzo 1909 – 1º maggio 1983) è stato un politico italiano.